# (14697) Ronsawyer
(14697) Ronsawyer est un astéroïde de la ceinture principale.

## Description
(14697) Ronsawyer est un astéroïde de la ceinture principale. Il fut découvert le 6 janvier 2000 à Kitt Peak par le projet Spacewatch. Il présente une orbite caractérisée par un demi-grand axe de 2,21 UA, une excentricité de 0,13 et une inclinaison de 0,5° par rapport à l'écliptique.

## Compléments